# Lübecker Kreuzweg

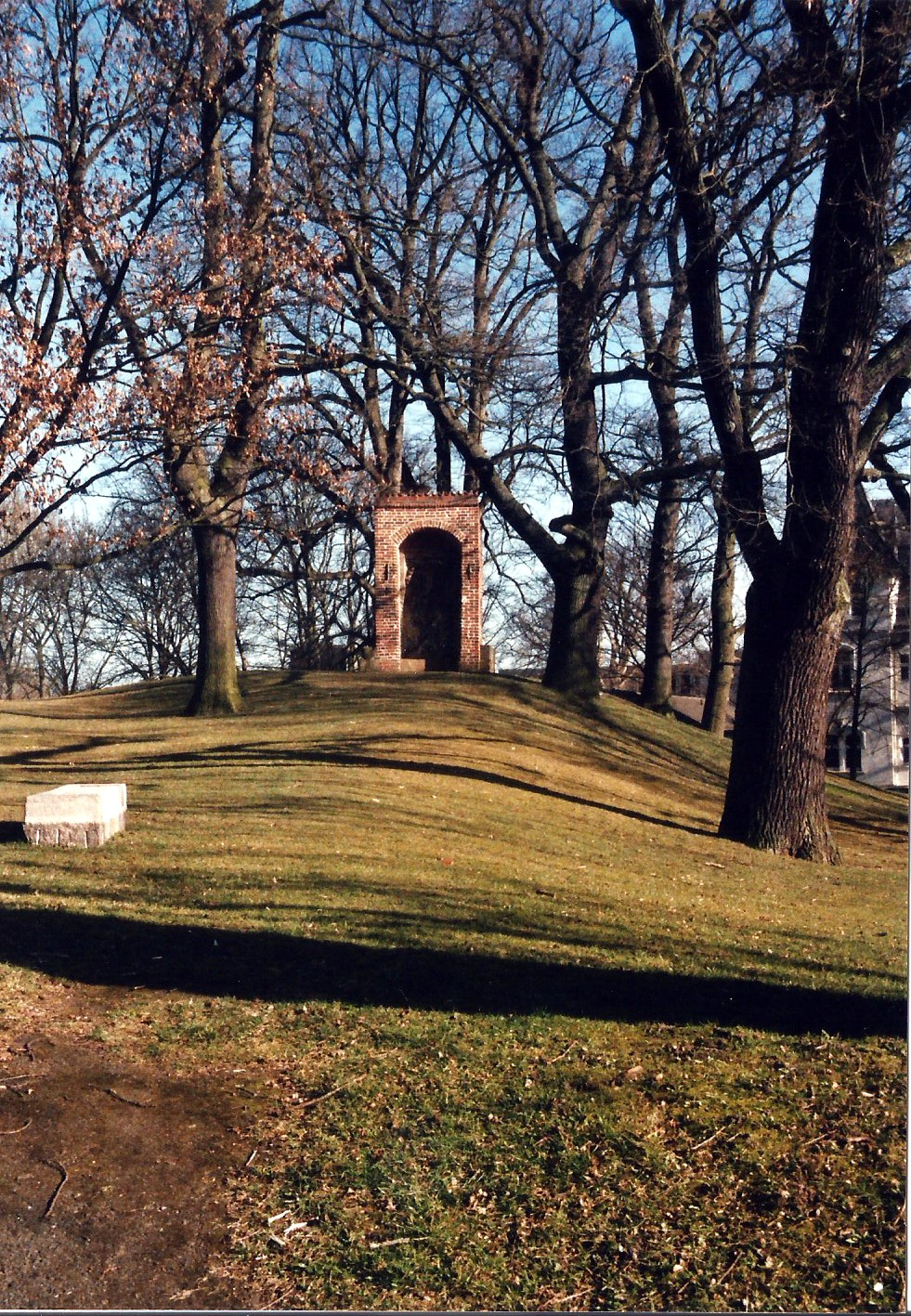
Der Jerusalemsberg, Ende des Kreuzweges, mit Kreuzigungsdarstellung

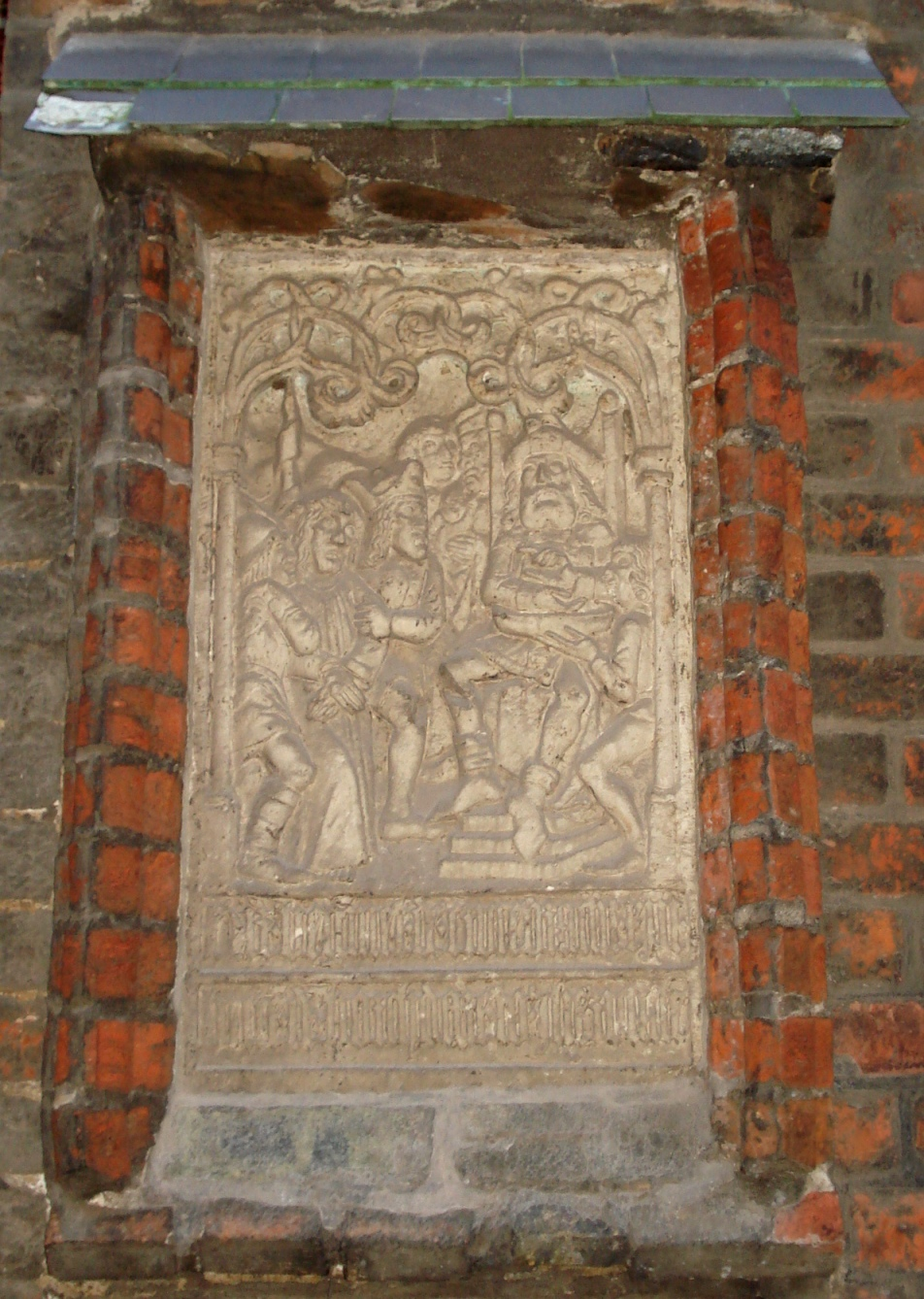
Der Beginn des Lübecker Kreuzweges mit der Darstellung „Christus vor Pilatus“ (an der Jakobikirche)

Der Lübecker Kreuzweg ist einer der ältesten seiner Art in Deutschland und wird seit 1994 wieder begangen. Von den gegen Ende des 15. Jahrhunderts geschaffenen, ehemals sieben Stationen des 1650 Meter langen Weges sind nur noch die erste und letzte, Anfang und Ende des Kreuzweges erhalten.

## Entstehung
Nach der Überlieferung der bis 1619 entstandenen Rehbein-Chronik reiste der Lübecker Kaufmann und Ratsherr Hinrich Constin 1468 als Pilger ins Heilige Land und vermaß dort die Via Dolorosa. Nach seiner Rückkehr veranlasste er den Nachbau des Weges in seiner Heimatstadt Lübeck in der Form eines Sieben-Stationen-Weges. Die Vollendung seiner Idee im Jahr 1493 erlebte er nicht mehr. Er starb 1482 und vermachte der Stadt sein Vermögen mit der Auflage, dies für die Fertigstellung des Kreuzweges zu verwenden.

### Legende
Eine alte Sage berichtet von der Entstehung des Kreuzweges in folgender Weise:

## Verlauf

### Erste Station (an der Jakobikirche)

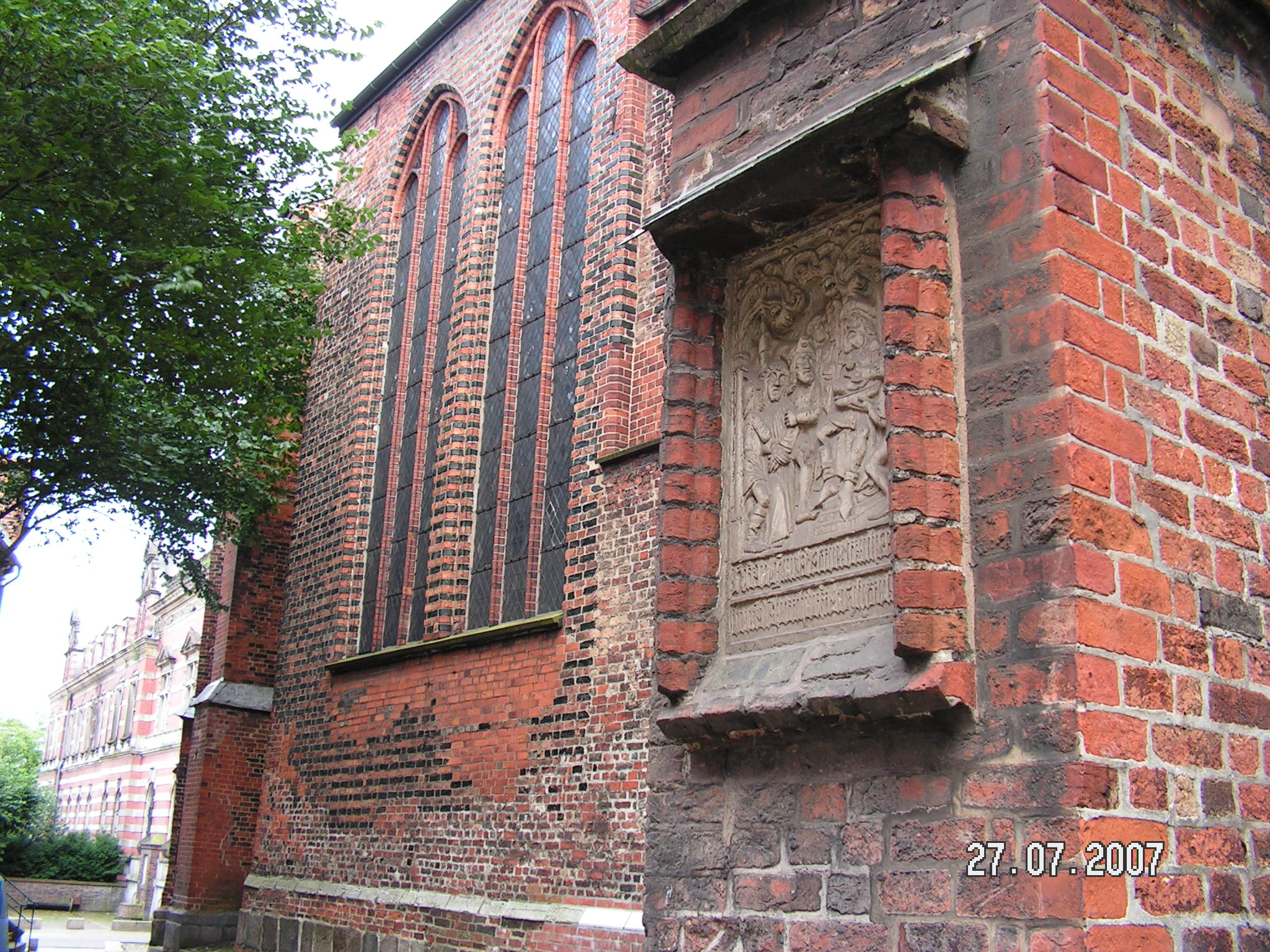
Beginn des Kreuzweges an der Außenwand von St. Jakobi

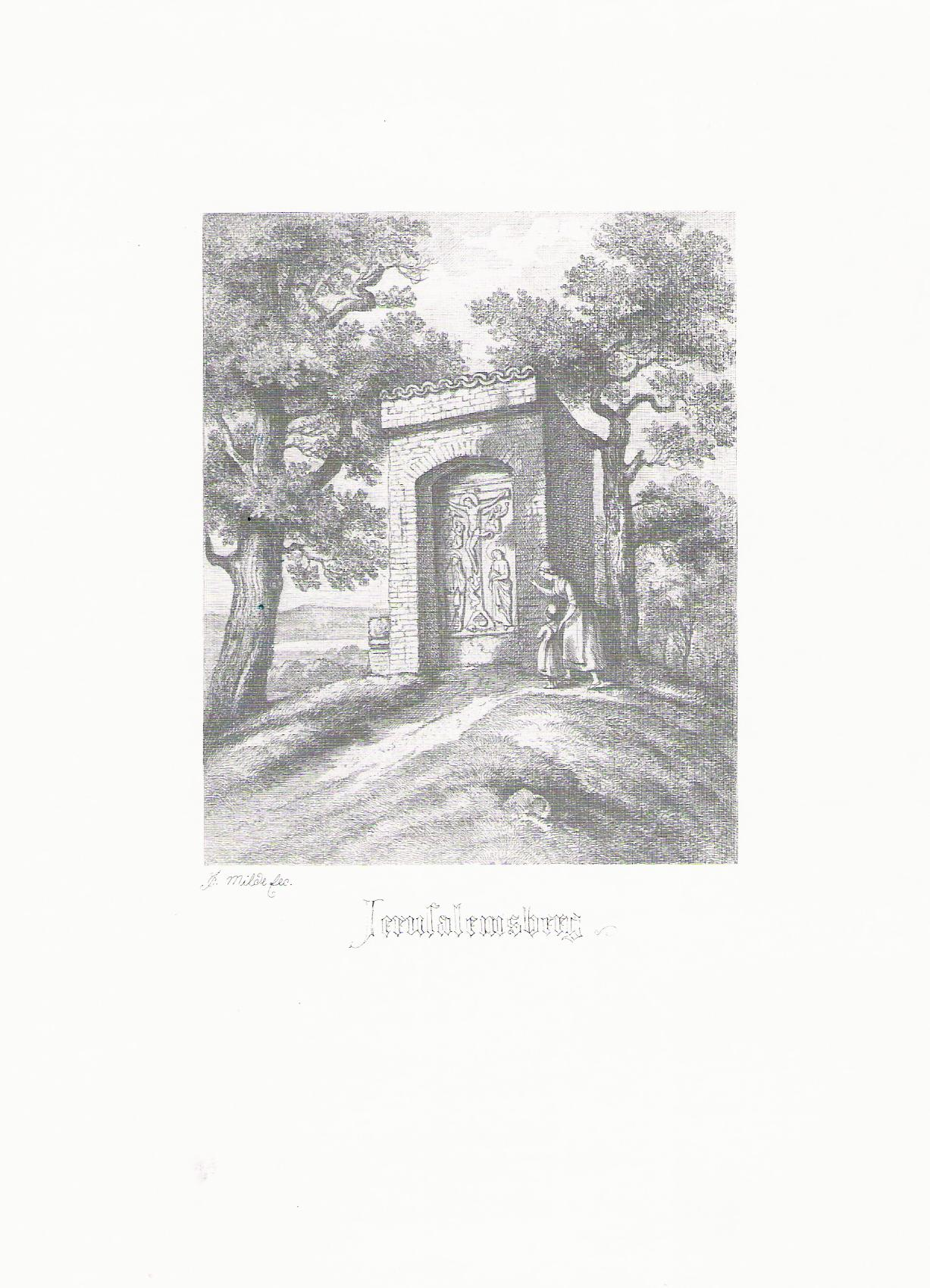
Der Jerusalemsberg im Lübecker ABC von Carl Julius Milde, 1857

Der Lübecker Kreuzweg beginnt bei einem Kalksandsteinrelief an der Nordseite von St. Jakobi. Es vertritt als erste Station das Richthaus des Pilatus und zeigt die Szene der Passionsgeschichte, in der Jesus vor Pontius Pilatus geschleppt wird, der sprichwörtlich seine Hände in Unschuld wäscht. Die mittelniederdeutsche Inschrift darunter lautet:
Hir.beginet.de.crucedracht.xsti

butē.de borchdare.to.Jherusalē.

(Hier beginnt die Kreuztragung Christi

durch das Burgtor nach Jerusalem.)
Dem historischen Vorbild der Via Dolorosa nachempfunden führt der Kreuzweg dann genau 1650 Meter weit von der Kirche bis zur Kreuzesstation am Jerusalemsberg (Travemünder Allee/Ecke Konstinstraße). Der Weg führte zunächst jedoch südwärts die Breite Straße entlang bis zum Kanzleigebäude und von da ab wieder nordwärts über den Koberg durch die Große Burgstraße aus der Altstadt hinaus.

### Zweite Station
Die zweite Station befand sich an der Nordfassade des Kanzleigebäudes und zeigte die Kreuzauflegung.

### Dritte Station
Die dritte Station befand sich schon knapp außerhalb des Burgtors und zeigte, wie Simon von Cyrene Jesus das Kreuz tragen half.

### Vierte bis sechste Station
Die drei weiteren Stationen, die wie die letzte als backsteinerne Gehäuse mit einer Kalksteintafel in einer Nische gestaltet waren, lagen nördlich des Burgfelds. Sie wurden als die drei Steinwurf des Herrn Christi oder erstes bis drittes Jerusalem bezeichnet und zeigten, wie Jesus zum ersten, zweiten und dritten Mal unter der Last des Kreuzes zusammenbrach.

### Siebte Station (auf dem Jerusalemsberg)
Das Ende des Kreuzweges liegt auf einem – etwa vier Meter hohen, vierzig Meter breiten und sechzig Meter langen rampenförmigen – künstlichen Hügel als Kalvarienberg gestaltet, der hier Jerusalemsberg heißt. Er trägt ein gotisches Häuschen (früher mit Treppengiebel), in dem ein grobes Relief aus gotländischem Kalkstein eingelassen ist. Das Relief ist 3,30 Meter hoch und 1,77 Meter breit und zeigt Jesus am Kreuz mit Maria und Johannes. Schwebende Engel fangen in Kelchen das Blut auf, das aus Christi Wunden strömt. Vor dem mit Knochen belegten Kreuzeshügel ist das Wappen des Stifters angebracht. Eine ehemals auf der Umrahmung angebrachte Inschrift ist nicht mehr zu entziffern. Das Relief wurde mehrfach restauriert. Größere Wiederherstellungen erfolgten in den Jahren 1680 und 1882.
Ein Teil der Anlage fiel topografischen Veränderungen während der Lübecker Franzosenzeit zum Opfer, um das freie Schussfeld vor dem Burgtor zu gewährleisten. Eine Überarbeitung der Grünanlage nahm der Stadtgärtner Metaphius Theodor August Langenbuch 1896 vor.
Zu Konstins Gedächtnis wurde der Weg, der vom Denkmal hinunter zur Trave führt, nach ihm „Konstinstraße“ benannt. Später erhielten auch die dortigen Kai- und Umschlaganlagen an der Trave, der Konstinkai und der Konstinbahnhof der Lübecker Hafenbahn, seinen Namen.
In der Zeit des Nationalsozialismus wurde der Jerusalemsberg am 3. Dezember 1936 in Kreuzberg umbenannt. Diese Umbenennung wurde nach 1945 wieder rückgängig gemacht.

## Wiederentdeckung
Nach Einführung der Reformation in Lübeck durch die Kirchenordnung Johannes Bugenhagens 1531 wurde der Kreuzweg aus Gründen des neuen Glaubens aus dem Bewusstsein der Bürger als solcher verdrängt. Bis auf die erste und letzte Station wurden die Stationen zerstört. Die zweite Station war 1615 bei der Erweiterung des Kanzleigebäudes noch vorhanden und wurde in das damals neu erbaute Neue Gemach integriert, verschwand aber bald danach. Die dritte Station wurde beim Umbau des Burgtors 1623/24 zerstört. Reste der vierten bis sechsten Station, die Jakob von Melle 1713 noch sah, sollen 1798 abgeräumt worden sein.
Anfang der 1990er Jahre initiierte Helmut Siepenkort, der damalige Propst der römisch-katholischen Propsteikirche Herz Jesu (Lübeck), den früheren Lübecker Kreuzweg am Karfreitag neu zu begehen. Die Sitte entwickelte sich in den Folgejahren mit Unterstützung der evangelischen Jakobi-Gemeinde zu einem ökumenischen Ereignis, an dem im Jahr 2007 über 650 Menschen teilnahmen, darunter der Lübecker evangelische Altbischof Karl Ludwig Kohlwage, Propst Ralf Meister und der Hamburger Erzbischof Werner Thissen.
Bedingt durch das gute ökumenische Miteinander der Kirchen in Lübeck, hat der Kreuzweg eine neue Wichtigkeit erfahren. An Karfreitagen wird er von vielen hundert Menschen begangen und an seinen Stationen werden Lieder gesungen und Lesungen gehört. In kurzen Ansprachen versuchen Persönlichkeiten aus Kirche und Gesellschaft, darunter z. B. der ehemalige schleswig-holsteinische Ministerpräsident Björn Engholm, das Leiden und die Botschaft Jesu in das Hier und Jetzt zu übersetzen. Dabei wird oft an das Vermächtnis der Lübecker Märtyrer angeknüpft. Das Kreuz wird von Menschen getragen, die dies gerne von Station zu Station tun möchten – dabei gibt es jetzt fünf Stationen, die 2013 nach einem Bildhauer-Symposium ganz neu gestaltet wurden.
| Station                                                                            | Erläuterung | Skulptur | Beschreibung |
| ---------------------------------------------------------------------------------- | --- | -------- | --- |
| 1: Jesus vor Pontius Pilatus St. Jakobi                                            | Als Sohn Gottes predigte Jesus Christus von Nächstenliebe auf Erden. Dennoch wurde er von Pontius Pilatus zum Tode verurteilt. Die erste Station des Kreuzweges markiert den beginnenden Leidensweg Jesu Christi: Mahnung und Aufruf, grundlegende Werte wie Recht, Menschlichkeit und Toleranz zu achten.                                       |          | In Ergänzung zu dem alten Relief steht neben der Kirche eine Skulptur aus Cortenstahl, der zum Perspektivwechsel einlädt (Künstler Winni Schaak). |
| 2: Im Vertrauen auf Gott geht Jesus dem Tod entgegen Burgtor-Durchgang             | An dieser Stelle kreuzen sich der älteste Kreuzweg Deutschlands und der 2011 symbolisch erschaffene Weg der vier Lübecker Märtyrer. Im Bekenntnis zu Jesus Christus und in seiner Nachfolge hatten sich die Lübecker Geistlichen im Zweiten Weltkrieg dem NS-Unrechtsregime widersetzt. Sie wurden am 10. November 1943 in Hamburg hingerichtet. |          | Im Durchgang des Burgtores befindet sich an der Wand ein Relief aus Cortenstahl, welches an die vier Märtyrer erinnert, die gegen den Nationalsozialismus angepredigt haben und hingerichtet wurden. Die gotische Formgebung verbindet diese Aussage mit dem Kreuzweg: Jesus geht im Vertrauen zu Gott dem Tod entgegen. (Künstler Winni Schaak)                                                                                               |
| 3: Jesus bricht unter der Last des Kreuzes zusammen Burgfeld/Gustav-Radbruch-Platz | Für einen Teil des Leidensweges von Jesus Christus nimmt Simon von Kyrene die Last des Kreuzes auf sich. Seine Hilfe steht stellvertretend für die Fähigkeit, Mitleid zu empfinden und Menschen in Not beizustehen. Ein zeitloses Zeichen der Nächstenliebe und Humanität.                                                                       |          | Die Bildhauerin Karin v. Ommeren, Holland hat ein eigenwilliges Kreuz gestaltet, welches die Grenze zwischen Innen und Außen aufbricht. Durch den Stein hindurch geht der Blick zum Lübecker Hafen. Licht fällt durch den Stein – das Leid des Kreuzes wird durch die Sonne durchstrahlt. |
| 4: Jesus wird verspottet und gekreuzigt Jugendherberge                             | Sein Kreuz fordert Solidarität und Mitgefühl mit denen, deren Würde missachtet wird. Es stellt das Recht des Stärkeren in Frage und erinnert zugleich an die vier Lübecker Geistlichen, die nicht schwiegen, sondern öffentlich gegen den NS-Totalitarismus predigten und ihr Leben riskierten.                                                  |          | Hier treffen sich viele junge Menschen und die Stele von Frede Troelsen, Dänemark lädt ein, diesen Ort als Ort der Begegnung, der Verschränkung, zu erfahren. Jeder Mensch lebt sein Leben, aber die ineinander gesetzten Bausteine des Kunstwerks erinnern daran, dass unser aller Leben aufeinander bezogen ist. In dem Miteinander der Elemente entstehen neue Kreuzformen, die das Recht des Stärkeren in Frage stellen.                   |
| 5: Jesus stirbt am Kreuz Jerusalemberg                                             | Jesus nimmt seinen Tod in Kauf, um die Menschen zu retten. Der Gekreuzigte stellt die Überheblichkeit des Machtmenschentums infrage. Aus seinem Aufruf zu tätiger Nächstenliebe eine Lebenshaltung aller Menschen zu machen, ist die Botschaft seines Todes.                                                                                     |          | Hier fällt der Blick auf das im Eingangsteil abgebildete Relief mit der Passionsdarstellung. Davor, einem Katafalk ähnlich, wieder ein neues Werk von Frede Troelsen. Auch hier wieder die Verbindung von sich ineinander verschränkenden Bausteinen. Besucher können sich setzen und den Weg bedenken, den Jesus gegangen ist und den jeder selbst gehen muss. Mal ist das Werk poliert, mal behauen – so wie das Leben einen Menschen formt. |

.